# Pseudopimelodus
Pseudopimelodus es un género de peces de agua dulce de la familia Pseudopimelodidae en el orden Siluriformes. Sus  5 especies habitan en aguas templado-cálidas y cálidas de América del Sur, y son denominadas comúnmente manguruyúes de las piedras o manguruyúes amarillos. 

## Características

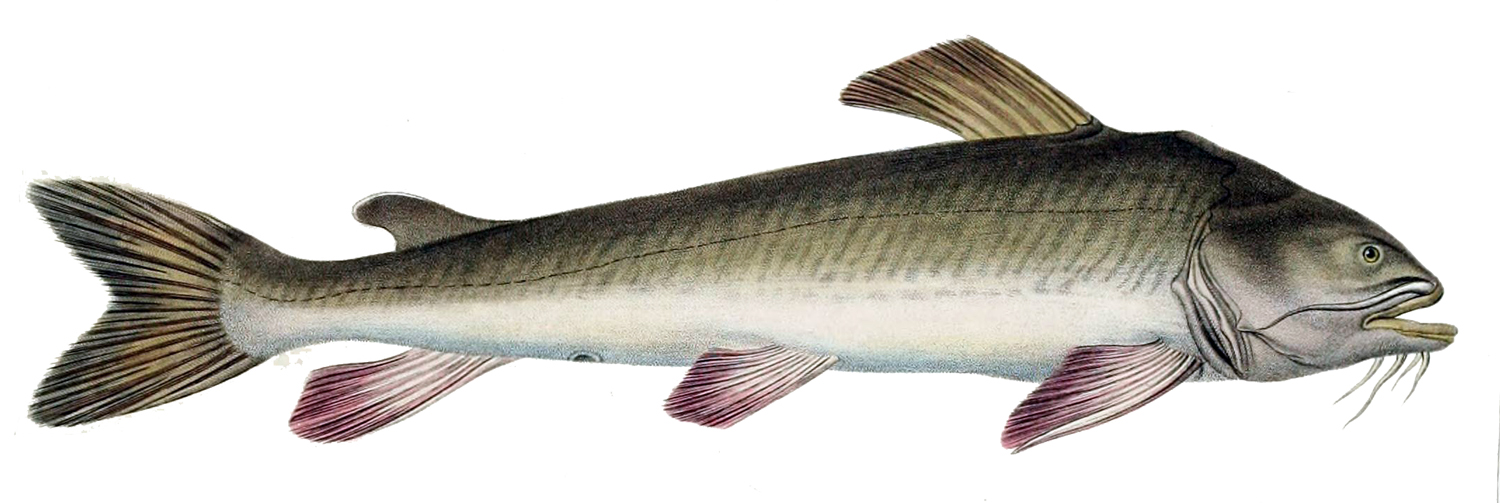
Pseudopimelodus mangurus.

P. pulcher es la especie más pequeña, llegando a cerca de 9 cm. P. charus y P. schultzi crecen hasta alrededor de 20 cm. P. bufonius alcanza una longitud de 25 cm. Finalmente, P. mangurus es la especie que alcanza mayor longitud: 35 cm de largo total.

## Distribución
Las especies de Pseudopimelodus se distribuyen en el norte y centro de América del Sur. P. schultzi es endémica de la cuenca del río Magdalena, en Colombia. P. bufonius se encuentra en los ríos del norte y nordeste de Sudamérica, desde la cuenca del lago de Maracaibo hasta el este de Brasil. P. charus es endémica de la cuenca del río São Francisco, en el nordeste brasileño. P. pulcher se distribuye en la alta cuenca del Amazonas en Ecuador, Brasil y Perú. Finalmente, P. mangurus es la especie más austral, siendo endémica de la cuenca del Plata, en los ríos Paraguay, Paraná, Uruguay alcanzando por el sur el tramo superior del Río de la Plata, en Bolivia, Brasil, Paraguay, Uruguay, y el nordeste de la Argentina.

## Taxonomía
Este género fue descrito originalmente en el año 1858 por el ictiólogo holandés Pieter Bleeker. 
Especies
Este género se subdivide en 7 especies:
- Pseudopimelodus bufonius (Valenciennes, 1840)
- Pseudopimelodus charus (Valenciennes, 1840)
- Pseudopimelodus mangurus (Valenciennes, 1835)
- Pseudopimelodus pulcher (Boulenger, 1887)
- Pseudopimelodus schultzi (Dahl, 1955)
- Pseudopimelodus magnus (Restrepo-Gómez, Rangel-Medrano, Márquez & Ortega-Lara, 2020)
- Pseudopimelodus atricaudus (Restrepo-Gómez, Rangel-Medrano, Márquez & Ortega-Lara, 2020)

Etimología
Etimológicamente el nombre genérico Pseudopimelodus se construye con palabras del idioma griego, en donde: pseudes significa 'falso', pimele que es 'grasa' y odous que significa 'dientes'.